# Phare de Belém
 (novembre 2023).
Si vous disposez d'ouvrages ou d'articles de référence ou si vous connaissez des sites web de qualité traitant du thème abordé ici, merci de compléter l'article en donnant les références utiles à sa vérifiabilité et en les liant à la section « Notes et références ».
Le phare de Belém (en portugais : Farol de Belém) est phare moderne situé dans le quartier de Ciudade Velha à Belém (État de Pará - Brésil).
Ce phare est la propriété de la Marine brésilienne et il est géré par le Centro de Sinalização Náutica e Reparos Almirante Moraes Rego (CAMR) au sein de la Direction de l'Hydrographie et de la Navigation (DHN).

## Description
C'est une tour centrale quadrangulaire en béton, entre quatre jambes massives, de 45 m de haut, avec lanterne au sommet. Le phare dispose de deux plateformes d'observation.
Il émet, à 47 m au-dessus du niveau de la mer, un éclat blanc toutes les 20 secondes. Sa portée maximale est de 27 kilomètres.
Il a été érigé dans le grand parc de Mangal das Garças (pt) (Les Mangroves des Hérons), dans Belém, à la confluence du Rio Guamá et du Rio Acará. Les plateformes sont ouvertes au public.
Identifiant : ARLHS : BRA... ; BR0269 - Amirauté : G0042.5 - NGA : 111-17599.

## Caractéristique dufeu maritime
- Fréquence sur 6 secondes :
  - Lumière : 0,5 seconde
  - Obscurité :5,5 secondes

|          |
| Le phare |

## Crédit d'auteurs
- (pt) Cet article est partiellement ou en totalité issu de l’article de Wikipédia en portugais intitulé « Farol de Belém » (voir la liste des auteurs).